# Gardelegen
Gardelegen település Németországban, azon belül Szász-Anhalt tartományban. Lakosainak száma 21 926 fő (2023. december 31.). Gardelegen Calvörde és Kalbe községekkel határos.

## Népesség
A település népességének változása:
| Lakosok száma | 23 148 | 22 614 | 22 402 | 21 980 | 22 054 | 21 926 |
|               | 2015   | 2017   | 2019   | 2021   | 2022   | 2023   |